# Anamera strandi
Anamera strandi är en skalbaggsart som beskrevs av Stefan von Breuning 1935. Anamera strandi ingår i släktet Anamera och familjen långhorningar.
Artens utbredningsområde är Burma. Inga underarter finns listade i Catalogue of Life.